# Westhouse
 Westhouse (en alsacià Wesch) és un municipi francès, situat a la regió del Gran Est, al departament del Baix Rin. L'any 1999 tenia 1.351 habitants. Limita amb els municipis de Uttenheim, Benfeld, Sand, Kertzfeld i Valff.
Forma part del cantó d'Erstein, del districte de Sélestat-Erstein i de la Comunitat de comunes del cantó d'Erstein.

## Demografia
| 1962 | 1968 | 1975 | 1982 | 1990  | 1999  |
| ---- | ---- | ---- | ---- | ----- | ----- |
| 932  | 941  | 922  | 953  | 1.170 | 1.351 |

## Administració
| Període   | Identitat          | Partit |
| --------- | ------------------ | ------ |
| 1976-2001 | Raymond Specht     |        |
| 2001-     | Claude Wissenmeyer |        |